# Gällsjön (Regna socken, Östergötland, 653666-148830)
Gällsjön är en sjö i Finspångs kommun i Östergötland och ingår i Nyköpingsåns huvudavrinningsområde.